# Die großen Vier – Folge 2
Die großen Vier – Folge 2 ist das 40. Extended-Play-Album des österreichischen Schlagersängers Freddy Quinn, das 1975 im Musiklabel Polydor (Nummer 2606 018) in Deutschland hergestellt und veröffentlicht wurde. Das Copyright liegt bei der Polydor International GmbH. Der Vertrieb geschah unter der Rechtegesellschaft Gesellschaft für musikalische Aufführungs- und mechanische Vervielfältigungsrechte.

## Schallplattenhülle
Auf der einfach gehaltenen Schallplattenhülle sind die Liedtitel aufgeführt. Der einfarbige Hintergrund hinter den Liedtiteln weist eine andere Farbe auf als die Farbe der restlichen Hülle.

## Musik
Heimweh ist die deutsche Coverversion von Mindy Carsons Lied Memories Are Made of This, das im Englischen vor allem durch Dean Martin bekannt wurde. Dieses Lied veröffentlichte Quinn erstmals im Jahr 1956.
Bei dem 1957 als Single veröffentlichten Lied Heimatlos ist Freddy Quinn der Originalinterpret.
Unter fremden Sternen / Du musst alles vergessen wurde im September 1959 als Single veröffentlicht und kam 1959 in den deutschen Charts auf Platz eins und war neun Wochen in den Charts.

## Titelliste
Das Album beinhaltet folgende vier Titel:
- Seite 1

1. Heimweh
2. Der Junge von St. Pauli

- Seite 2

1. Heimatlos
2. Unter fremden Sternen